# Represaille in Doniaga

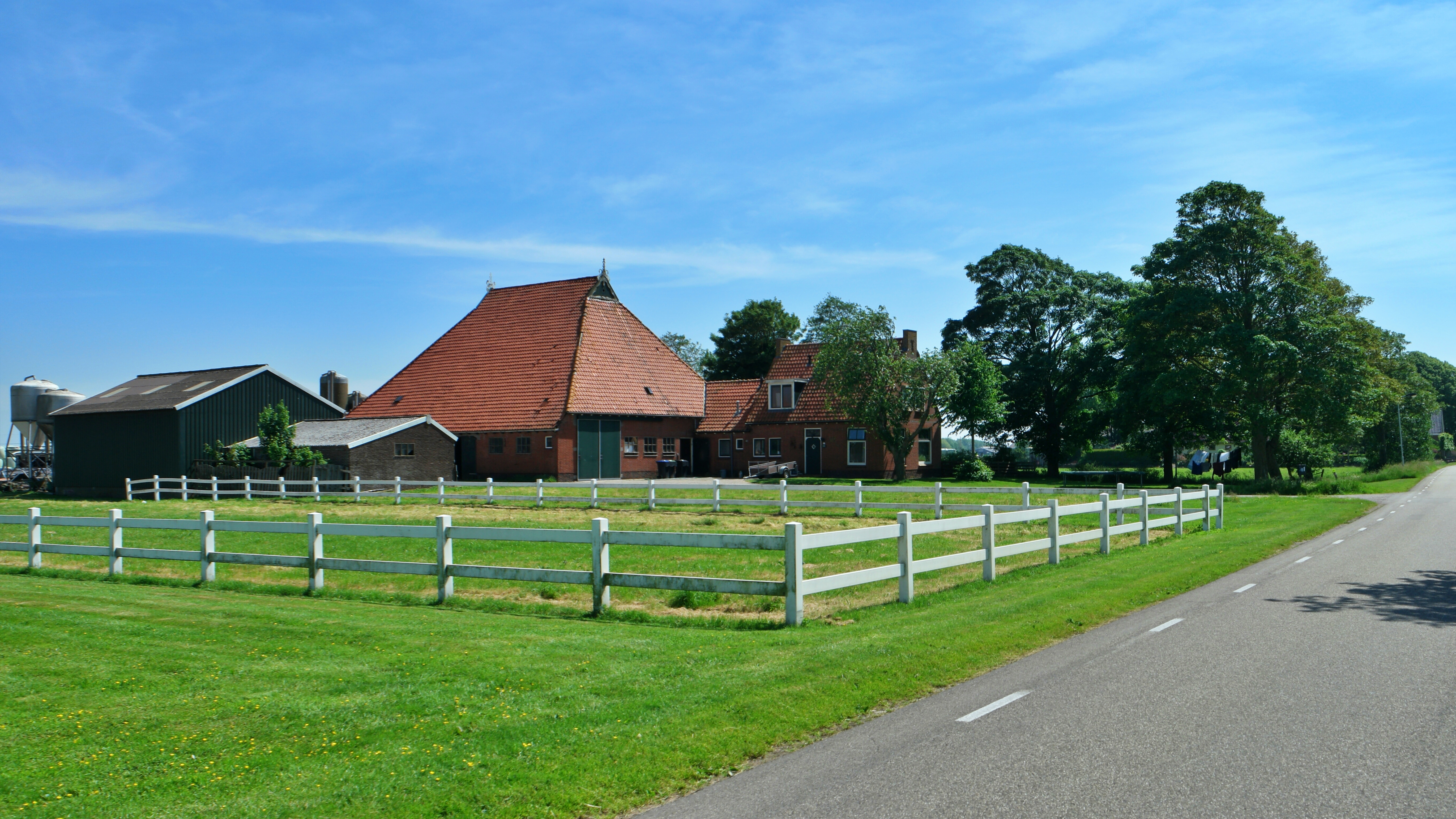
De boerderij te Doniaga in 2021

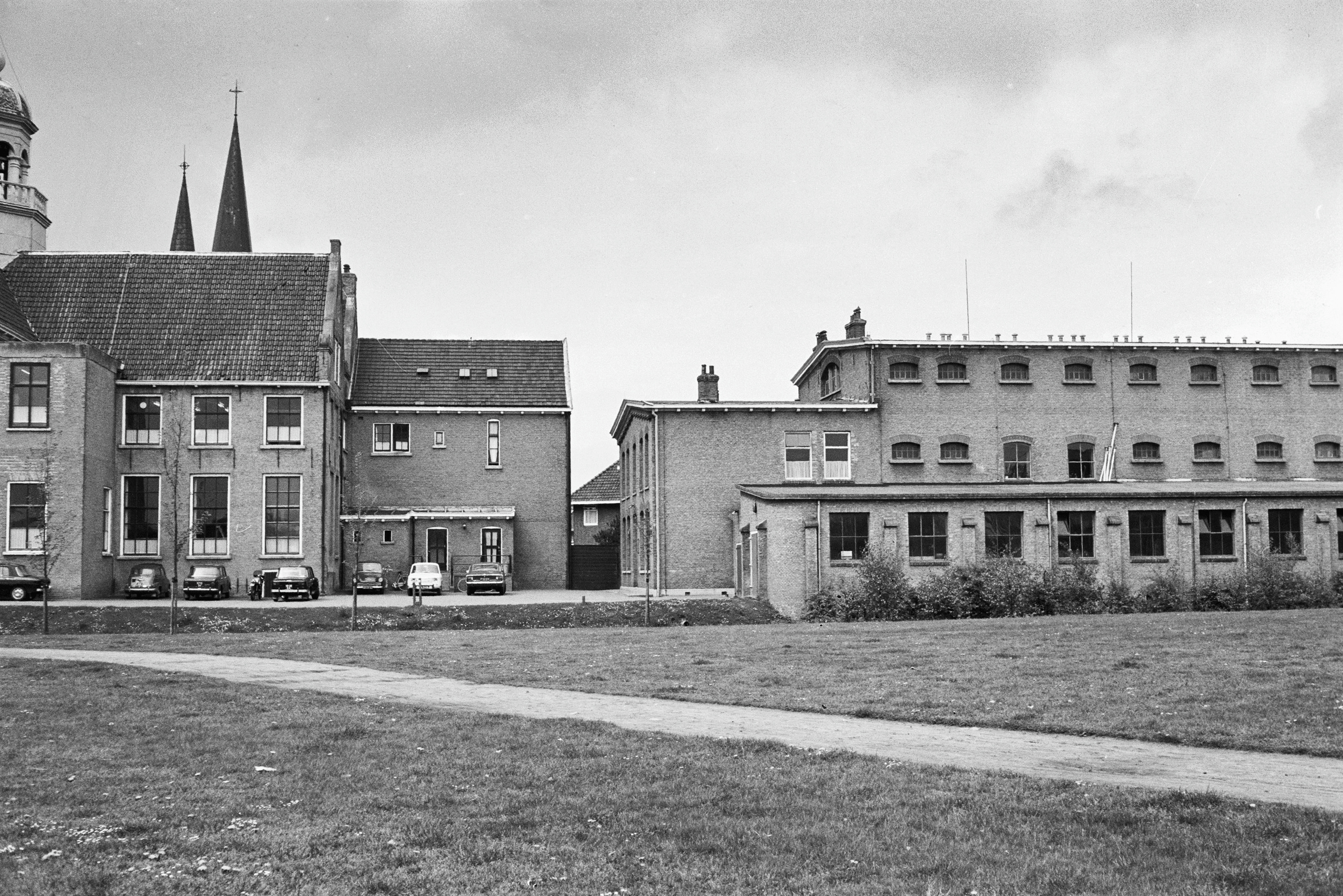
Gevangenis bij Crackstate in 1968

De Represaille in Doniaga was een gebeurtenis in de Friese plaats Doniaga aan het einde van de Tweede Wereldoorlog waarbij op 17 maart 1945 tien gevangenen werden gefusilleerd.

## Actie
In de boerderij van de familie Schotanus aan de Wielwei in Doniaga werd in 1945 op 15 maart of 16 maart een koe geslacht door Frans Spijkerman. Er waren leden van de Binnenlandse Strijdkrachten aanwezig. De Duitse Paul Platt en de Nederlandse Foppe Kootstra besloten tijdens een  voedseltocht op de fiets de boerderij te bezoeken. Ze namen vlees mee en de slachter als gijzelaar. De leden van het verzet besloten om de achtervolging in te zetten. Tijdens een vuurgevecht werden Platt en Kootstra gedood.

## Represaille
Als represaille staken de Duitsers de boerderij in brand en werden tien verzetsmensen op het erf van de boerderij gefusilleerd. Zij waren eigenlijk vanuit de Heerenveense gevangenis bij Crackstate op transport gezet richting Amersfoort. De lichamen moesten een dag blijven liggen.

## Slachtoffers
| - Jelle Boersma - Hotze Brouwer - Wiepke Hof - Jeen Hornstra - IJde Yntema | - Roelof Knol - Albert Koopman - Thomas Kuurstra - Durk de Ruiter - Siebe de Ruiter |

## Gedenktekens
- Gevelsteen in de boerderij te Doniaga die in 1948 werd herbouwd.[1]
- De namen van de tien slachtoffers staan op het oorlogsmonument in het dorp Sint Nicolaasga.[3][4][5]
- Op het Oorlogsmonument Heerenveen staat de naam van Jelle Boersma.
- Herdenkingsmonument in Hemelum. Een van de twee aluminium buizen stelt IJde Yntema voor.[6]

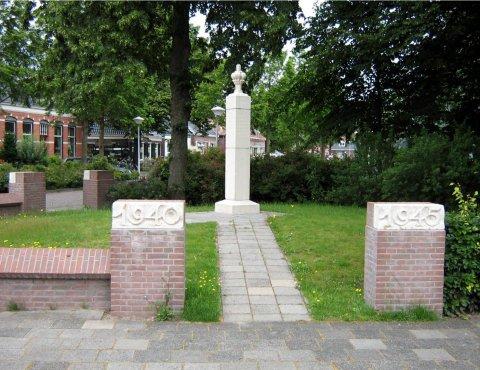
Oorlogsmonument Sint Nicolaasga, op beide zijden van de gedenkzuil staan vijf namen
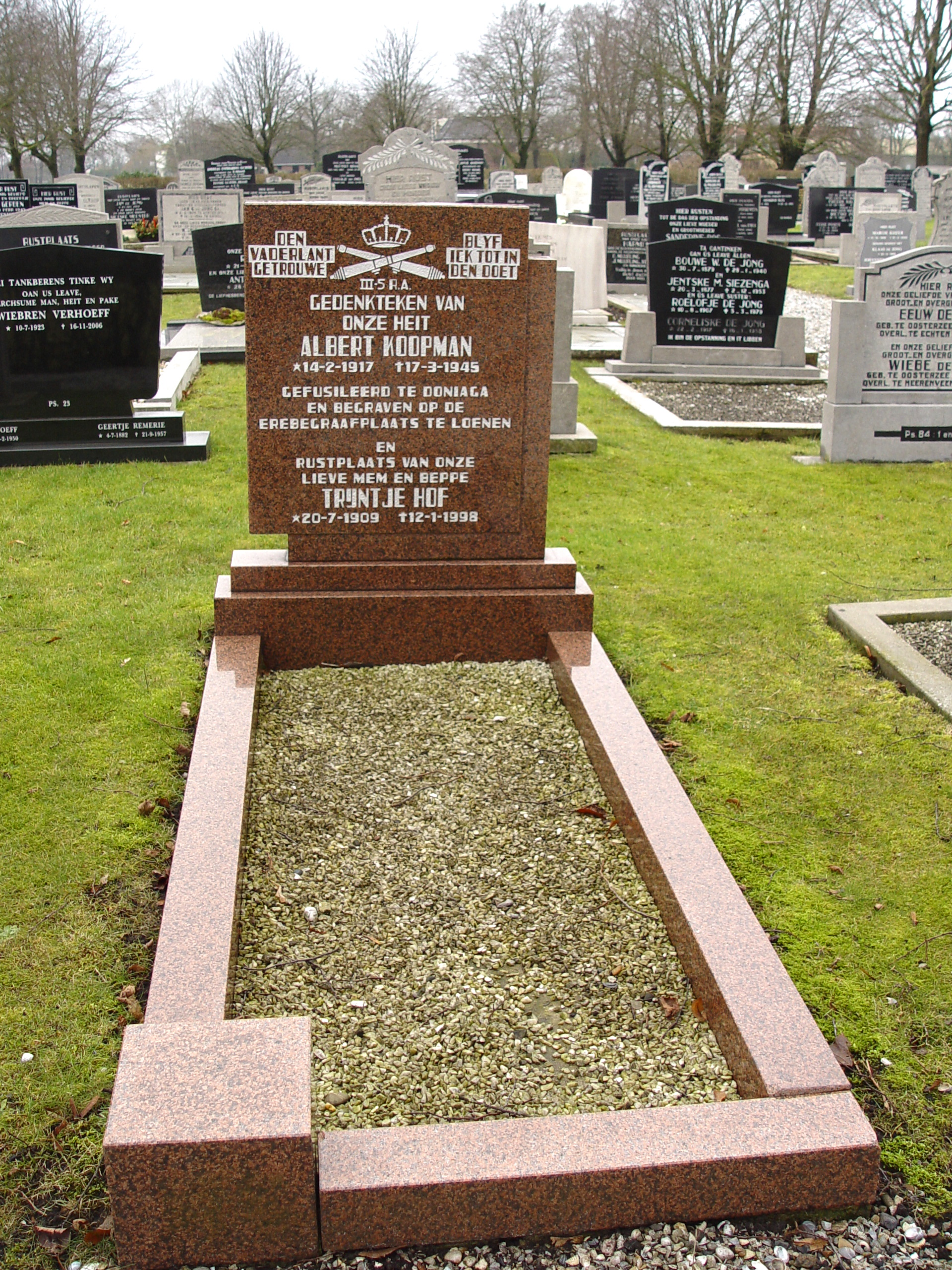
Graf Albert Koopman, kerkhof Sint-Laurentiuskerk (Echten)
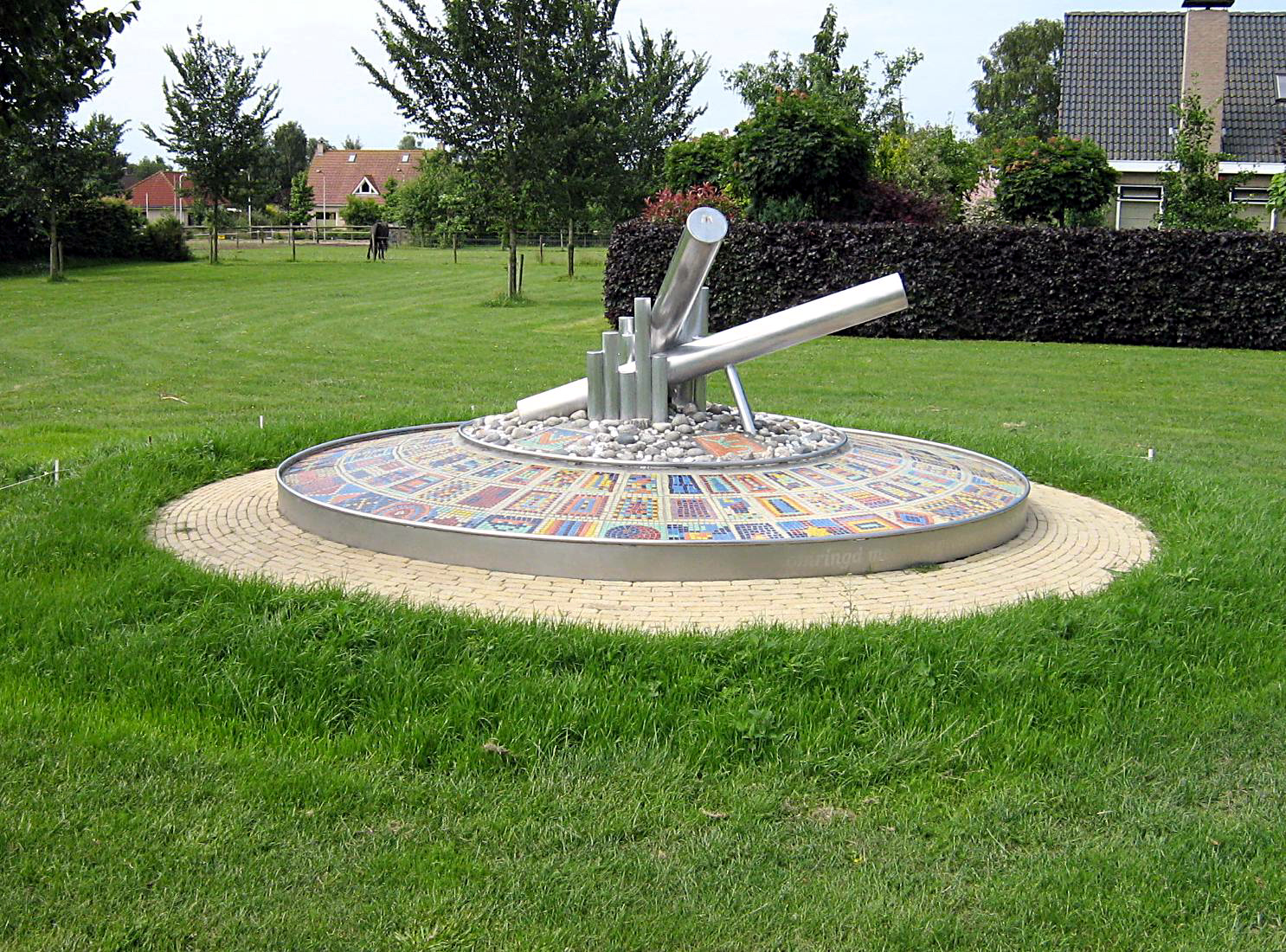
Herdenkingsmonument in Hemelum voor onder andere  IJde Yntema.

Nederland in de Tweede Wereldoorlog
 Portaal:Tweede Wereldoorlog